# Rotachtal Bodensee
Das Gebiet Rotachtal Bodensee ist ein durch das Regierungspräsidium Tübingen nach der Richtlinie 92/43/EWG (Fauna-Flora-Habitat-Richtlinie) ausgewiesenes Schutzgebiet (SG-Nummer DE-8222342) im Südosten des deutschen Bundeslandes Baden-Württemberg.

## Lage
Das rund 466 Hektar (ha) große Schutzgebiet Rotachtal Bodensee gehört naturräumlich zum Bodenseebecken und Oberschwäbischem Hügelland. Seine vier Teilflächen liegen auf einer Höhe von 398 bis 658 m ü. NHN und erstrecken sich zu 62 Prozent (= 289,0 ha) im Bodenseekreis (Deggenhausertal, Friedrichshafen, Oberteuringen) und zu 38 Prozent (= 177,2 ha) im Landkreis Ravensburg (Gemeinde Horgenzell).
Die Teilflächen umfassen das Gebiet der Rotach zwischen Horgenzell im Norden und ihrer Mündung in den Bodensee zwischen Eriskirch und Langenargen im Süden.

## Schutzzweck
Wesentlicher Schutzzweck ist die Erhaltung des Rotachtals bis zur Mündung in den Bodensee mit tief eingeschnittenen Tobeln im Oberlauf, sowie Niedermoorgebiet, Altweiherwiese und Tongrube.

### Lebensraumtypen
Die Vielzahl von Lebensraumtypen mit naturnahen Tobelwäldern und Auwäldern, sowie Pfeifengraswiesen als Zeugnisse früherer Landnutzung zeichnet sich hauptsächlich durch folgende Lebensräume aus: Mischwald (31 %), feuchtes und mesophiles Grünland (26 %), Laub- (15 %) sowie Nadelwald (13 %).
Folgende Lebensraumtypen nach Anhang I der FFH-Richtlinie kommen im Gebiet vor:
| EU Code | * | Lebensraumtyp (offizielle Bezeichnung)                                                                          | Kurzbezeichnung                              |
| ------- | - | --- | -------------------------------------------- |
| 3150    |   | Natürliche eutrophe Seen mit einer Vegetation des Magnopotamions oder Hydrocharitions                           | Natürliche nährstoffreiche Seen              |
| 3260    |   | Flüsse der planaren bis montanen Stufe mit Vegetation des Ranunculion fluitantis und des Callitricho-Batrachion | Fließgewässer mit flutender Wasservegetation |
| 6410    |   | Pfeifengraswiesen auf kalkreichem Boden, torfigen und tonig-schluffigen Böden (Molinion caeruleae)              | Pfeifengraswiesen                            |
| 6430    |   | Feuchte Hochstaudenfluren der planaren und montanen bis alpinen Stufe                                           | Feuchte Hochstaudenfluren                    |
| 6510    |   | Magere Flachland-Mähwiesen (Alopecurus pratensis, Sanguisorba officinalis)                                      | Magere Flachland-Mähwiesen                   |
| 7220    | * | Kalktuffquellen (Cratoneurion)                                                                                  | Kalktuffquellen                              |
| 7230    |   | Kalkreiche Niedermoore                                                                                          | Kalkreiche Niedermoore                       |
| 8210    |   | Kalkfelsen mit Felsspaltenvegetation                                                                            | Kalkfelsen mit Felsspaltenvegetation         |
| 9130    |   | Waldmeister-Buchenwald (Asperulo-Fagetum)                                                                       | Waldmeister-Buchenwald                       |
| 9180    | * | Schlucht- und Hangmischwälder (Tilio-Acerion)                                                                   | Schlucht- und Hangmischwälder                |
| 91E0    | * | Auen-Wälder mit Alnus glutinosa und Fraxinus excelsior (Alno-Padion, Alnion incanae, Salicion albae)            | Auenwälder mit Erle, Esche, Weide            |

### Arteninventar
Folgende Arten von gemeinschaftlichem Interesse kommen im Gebiet vor:
| Bild                       | EU Code | * | Art                        | wissenschaftlicher Name     | Artengruppe           |
| -------------------------- | ------- | - | -------------------------- | --------------------------- | --------------------- |
| Vierzähnige Windelschnecke | 1013    |   | Vierzähnige Windelschnecke | Vertigo geyeri              | Schnecken             |
| Schmale Windelschnecke     | 1014    |   | Schmale Windelschnecke     | Vertigo angustior           | Schnecken             |
| Bauchige Windelschnecke    | 1016    |   | Bauchige Windelschnecke    | Vertigo moulinisana         | Schnecken             |
| Kleine Flussmuschel        | 1032    |   | Kleine Flussmuschel        | Unio crassus                | Muscheln              |
| Hirschkäfer                | 1083    | * | Hirschkäfer                | Lucanus cervus              | Käfer                 |
| Steinkrebs                 | 1093    | * | Steinkrebs                 | Austropotamobius torrentium | Krebse                |
| Strömer                    | 1131    |   | Strömer                    | Leuciscus souffia agassizi  | Fische und Rundmäuler |
| Groppe                     | 1163    |   | Groppe                     | Cottus gobio                | Fische und Rundmäuler |
| Kammmolch                  | 1166    |   | Kammmolch                  | Triturus cristatus          | Amphibien             |
| Gelbbauchunke              | 1193    |   | Gelbbauchunke              | Bombina variegata           | Amphibien             |
| Bechsteinfledermaus        | 1323    |   | Bechsteinfledermaus        | Myotis bechsteinii          | Säugetiere            |
| Großes Mausohr             | 1324    |   | Großes Mausohr             | Myotis myotis               | Säugetiere            |
| Biber                      | 1337    |   | Biber                      | Castor fiber                | Säugetiere            |
| Gelber Frauenschuh         | 1902    |   | Gelber Frauenschuh         | Cypripedium calceolus       | Pflanzen              |
| Sumpf-Glanzkraut           | 1903    |   | Sumpf-Glanzkraut           | Liparis loeselii            | Pflanzen              |

### Zusammenhängende Schutzgebiete
Folgende Schutzgebiete sind Bestandteil des FFH-Gebiets:
| Nr.          | Name | Ort/e           | Flächenanteil [%] | Bild |
| ------------ | --- | --------------- | ----------------- | ---- |
| NSG 4.093    | Altweiherwiese Großer zusammenhängender Schilfbestand mit umgebenden Streuwiesen und darin liegenden Erlensäumen und Weidenbüschen als Lebensraum einer reichhaltigen Tier- und Pflanzenwelt. | Oberteuringen   | 16                |      |
|              | Altweiherwiese und Taldorfer Bach Geologisch bedeutsame Schmelzwasserrinne des Würm-Spätglazials als Talabschnitt der Ur-Argen.                                                               | Oberteuringen   | 4                 |      |
| LSG 4.36.016 | Rotachtobel und Zußdorfer Wald | Horgenzell      | 28                |      |
| LSG 4.35.001 | Württembergisches Bodenseeufer Naturstrände und Strandwälder des Bodensees mit Schwarz-Pappel- und Eichenbeständen als vorherrschende Ufergehölze.                                            | Friedrichshafen |                   |      |